# کاشی چینی

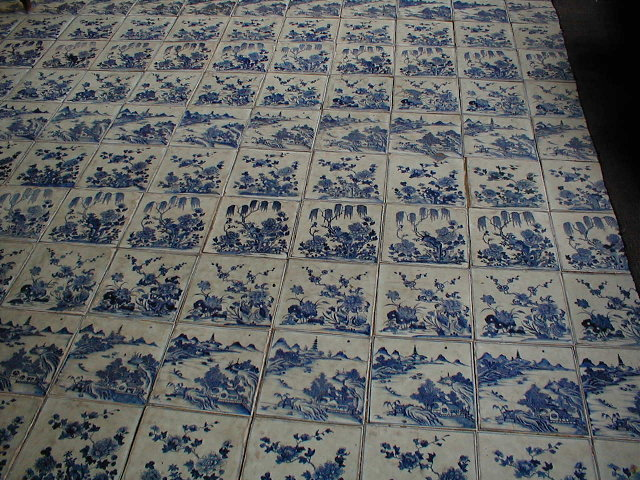
کاشی‌های چینی نقاشی شده با دست در کف کنیسه یهودی در کوچین، کرالا، هند

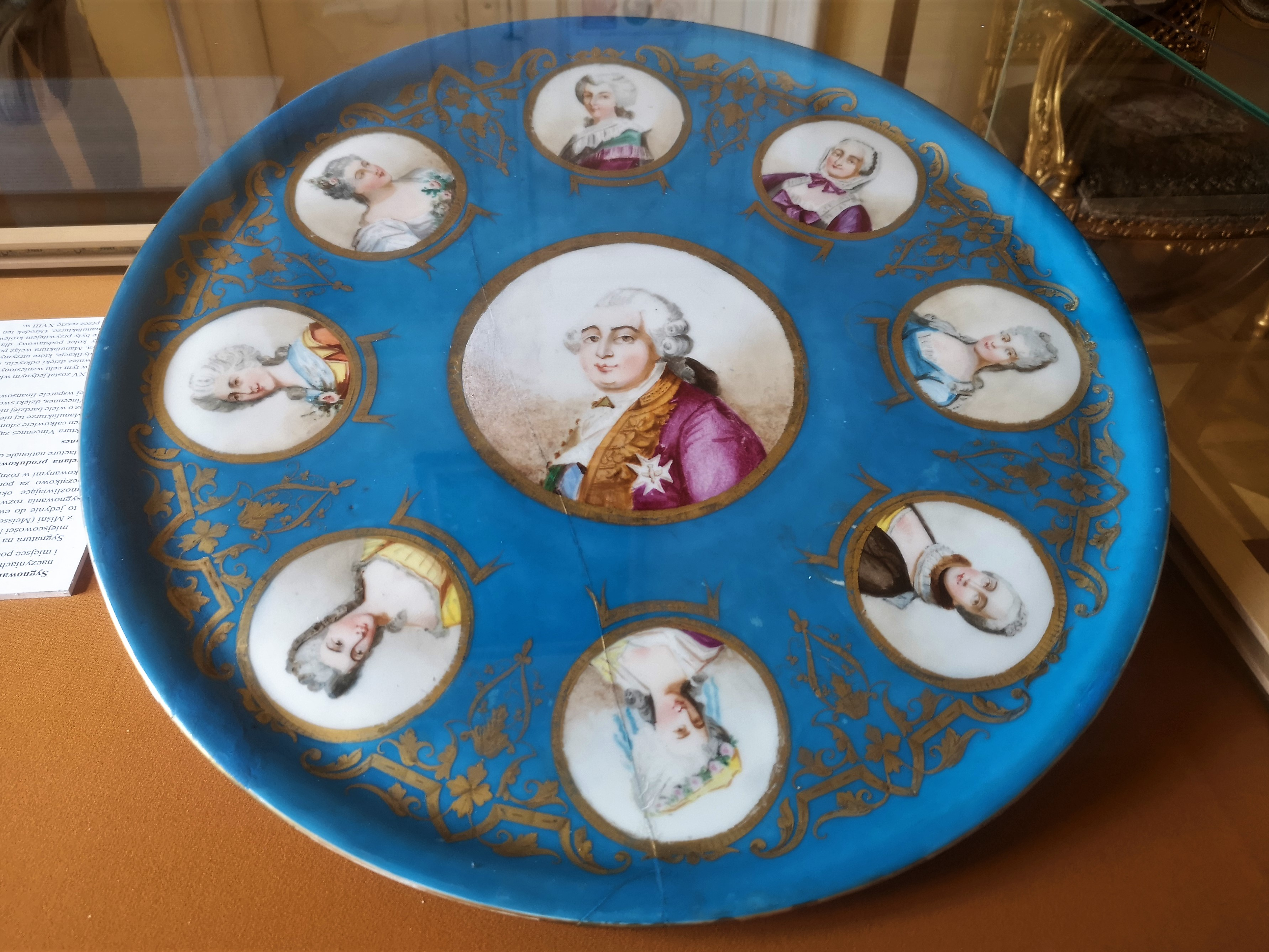
نمونه ای کاربرد پرسلان: بشقاب سلطنتی چینی قرن ۱۸

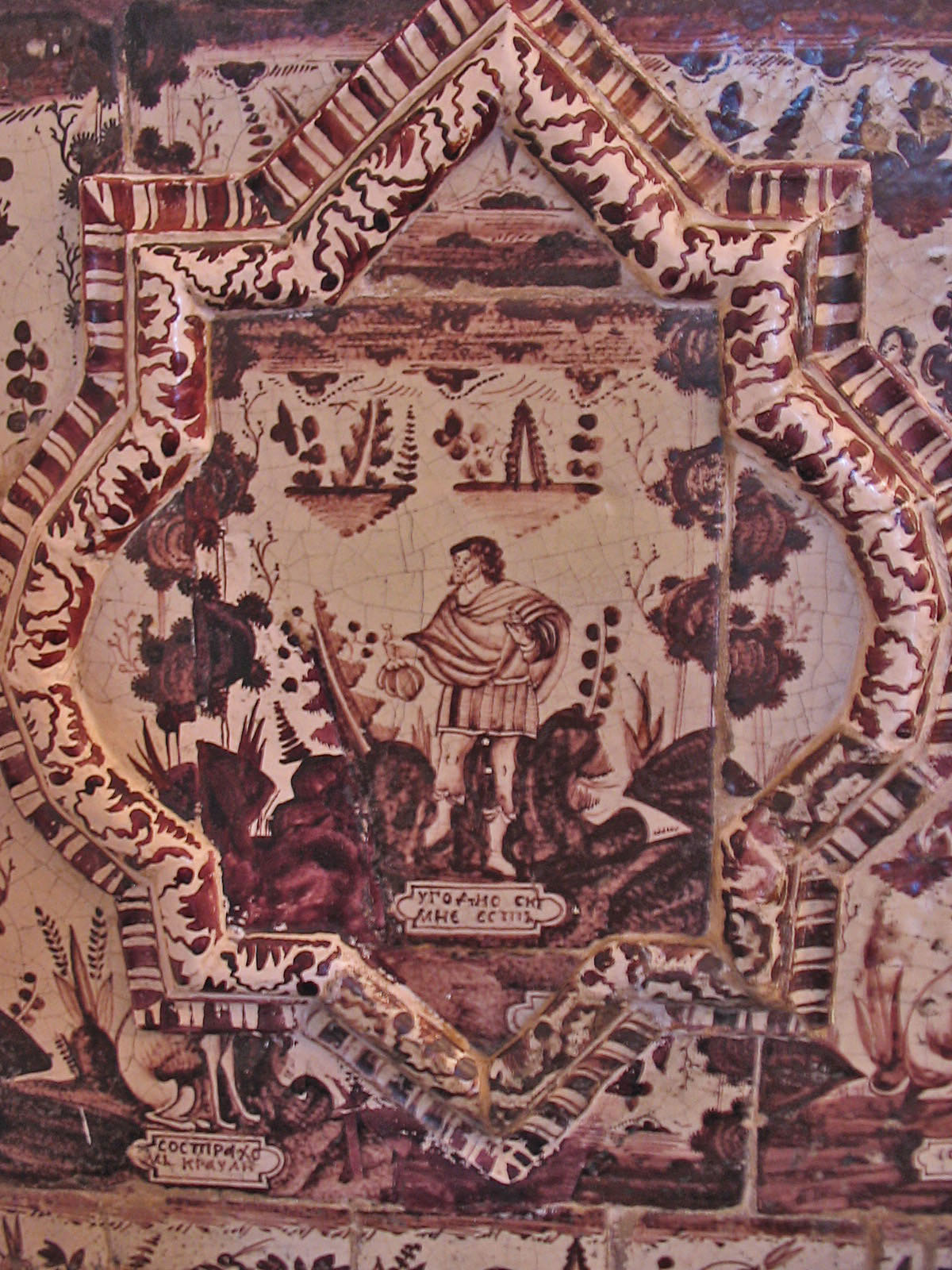
نمونه ای از کاشی چینی در کاخ اسقفی سوزدال کرملین

کاشی‌ها چینی یا کاشی‌های سرامیکی، کاشی‌های چینی یا سرامیکی هستند که معمولاً برای پوشش کف و دیوارها استفاده می‌شوند و میزان جذب آب آن کمتر از ۰٫۵ درصد است. خاک رس مورد استفاده برای ساخت کاشی‌های چینی به‌طور کلی متراکم است. آنها می‌توانند لعاب دار یا بدون لعاب باشند. کاشی‌های چینی یکی از انواع کاشی‌های شیشه ای هستند و گاهی اوقات به عنوان کاشی‌های شیشه ای چینی نیز شناخته می‌شوند.
از نظر تاریخی، پرسلان ماده معمولی برای کاشی‌ها نبود، زیرا اغلب از ظروف سفالی (سفالی) یا ظروف سنگی ساخته می‌شد. اولین کاشی‌های چینی در چین ساخته شد، به عنوان مثال در برج چینی قرن پانزدهم نانجینگ (اکنون تا حد زیادی تخریب شده‌است). در اینجا از کاشی‌ها برای دیوارها استفاده می‌شد که برای مدت طولانی معمولی باقی مانده بود. در اروپا، چند اتاق در کاخ‌هایی از پلاک‌های چینی، اغلب با فرم‌هایی با نقش برجسته ساخته می‌شد. اینها توسط چینی Capodimonte و Real Fábrica del Buen Retiro ساخته شده‌اند.
اگرچه اکنون سال‌هاست که از ظروف چینی برای ساخت کاشی استفاده می‌شود، اما روش‌ها و مقادیر نوین تولید، کاشی‌های چینی را در سال‌های اخیر در دسترس عموم مردم خانه قرار داده‌است.

## تولید
تولید در مقیاس بزرگ کاشی چینی در بسیاری از کشورها انجام می‌شود که تولیدکنندگان عمده آن چین، ایتالیا، موربی هند، اسپانیا و ترکیه هستند. همچنین کشورهایی مانند استرالیا و رشد قوی در برزیل تولید در مقیاس کوچک انجام می‌دهند.
رتبه‌بندی سایش کاشی را می‌توان از صفر تا پنج با توجه به تست ISO 10545-7 (همچنین ASTM C1027) برای مقاومت سایشی سطحی کاشی لعابدار درجه‌بندی کرد و از آن می‌توان برای تعیین مناسب بودن برای شرایط مختلف استفاده نهایی استفاده کرد.
- مقاومت بالا: پرسلان در برابر سایش مقاوم است و نسبت به کاشی‌های معمولی و سرامیک دوام بیشتری دارد. علت این است که این کاشی در حقیقت ماده‌ای متراکم‌تر است. در واقع سخت‌تر و ضخیم‌تر از سایر انواع کاشی می‌باشد و ماندگاری بالایی نیز دارد.

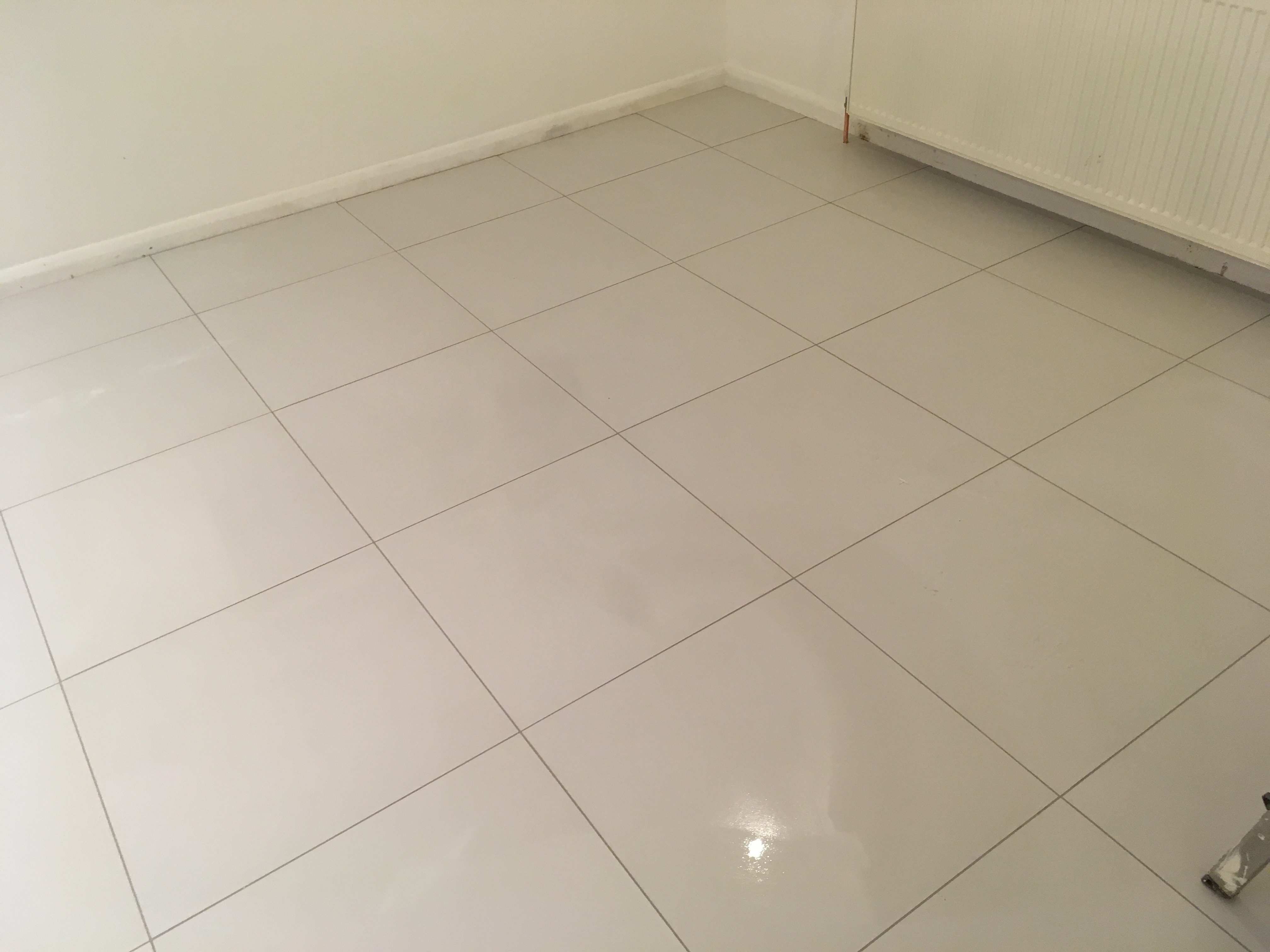
کاشی‌های کف چینی صیقلی مدرن در قالب بزرگ

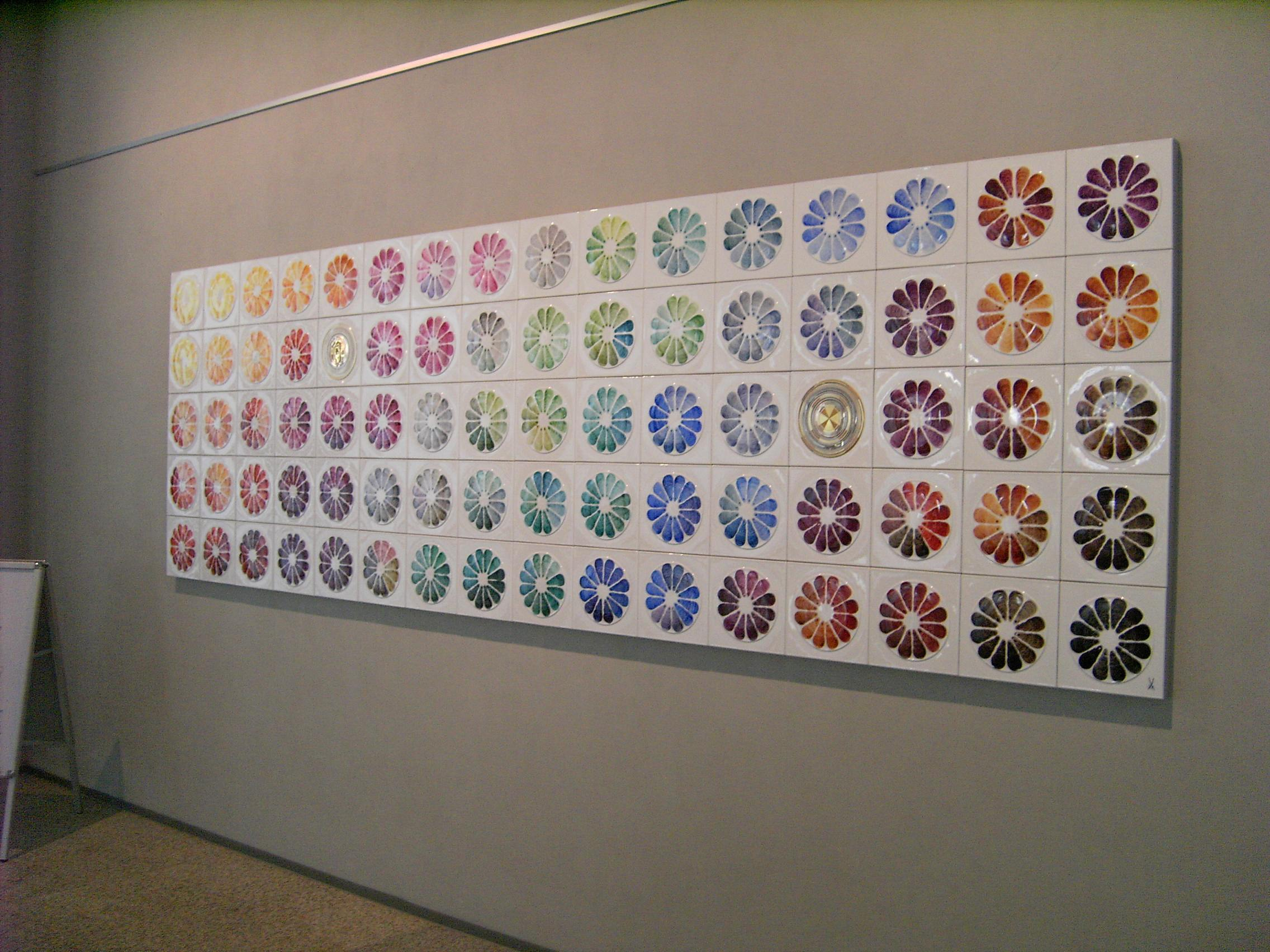
نمونه ای از آثار هنری کار شده بر روی کاشی چینی (Porcelain)

## کاشی چینی جلا داده شده
سطح متراکم و سخت پرسلن، پولیش را جایگزین مناسبی برای سطوح لعابدار کرده‌است. این بدان معنی است که یک کاشی می‌تواند پخته شود، سپس یک پولیش بر روی سطح، ایجاد درخشش بدون لعاب.

## کاربرد
پرسلن بسیار سخت‌تر از کاشی‌های سرامیکی معمولی است و معمولاً علیرغم قیمت بالاتر، به دلیل ماهیت سختی که دارد انتخاب می‌شود. پرسلن را می‌توان در مناطق مرطوب و خشک مانند حمام، دوش و آشپزخانه استفاده کرد.

## برش کاشی چینی
روش‌های مختلفی برای برش کاشی چینی وجود دارد. برای انجام این کار می‌توان از ابزارهای برقی مانند آسیاب زاویه ای، برش کاشی، سوراخ کن کاشی، مته استفاده کرد. با این حال، موثرترین راه استفاده از اره کاشی مرطوب به دلیل تطبیق پذیری و ظرفیت برش آن است.

## چسب‌ها
سیمان تخصصی برای نصب کاشی‌های چینی ضروری است و در مشخصات ایالات متحده توسط شورای کاشی آمریکن تنظیم شده و توسط انجمن پیمانکاران کاشی پشتیبانی می‌شود. پرسلن، چگالی تر و سنگین تر از کاشی‌های سرامیکی معمولی است، به چسب قوی تری برای نگه داشتن وزن روی دیوارها نیاز دارد؛ بنابراین، چسب‌های آماده معمولی برای چینی توصیه نمی‌شود.

## آب‌بندی
هنگامی که پرسلان برای اولین بار ساخته می‌شود، جاذب نیست، اما فرایند پولیش برای براق کردن سطح بدون لعاب، بر روی سطح برش داده می‌شود و مانند کاشی‌های سنگی طبیعی، متخلخل تر و مستعد جذب لکه می‌شود. کاشی‌های چینی جلا داده شده ممکن است نیاز به آب‌بندی داشته باشند، مگر اینکه درمان مناسب و طولانی‌مدتی توسط سازنده اعمال شود (مثلاً عملیات نانوتکنولوژی). درزگیرهای چینی یا بر پایه حلال هستند یا بر پایه آب که ارزان‌تر هستند اما ماندگاری ندارند.

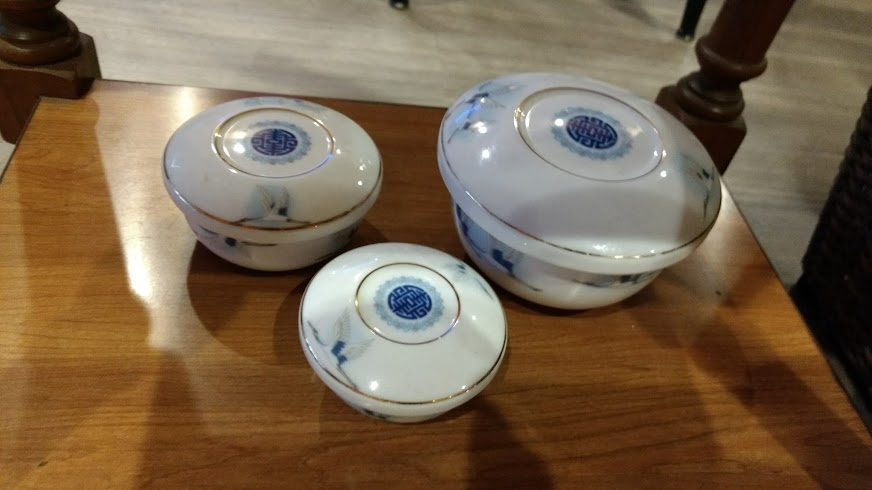
نمونه‌هایی از ظروف چینی

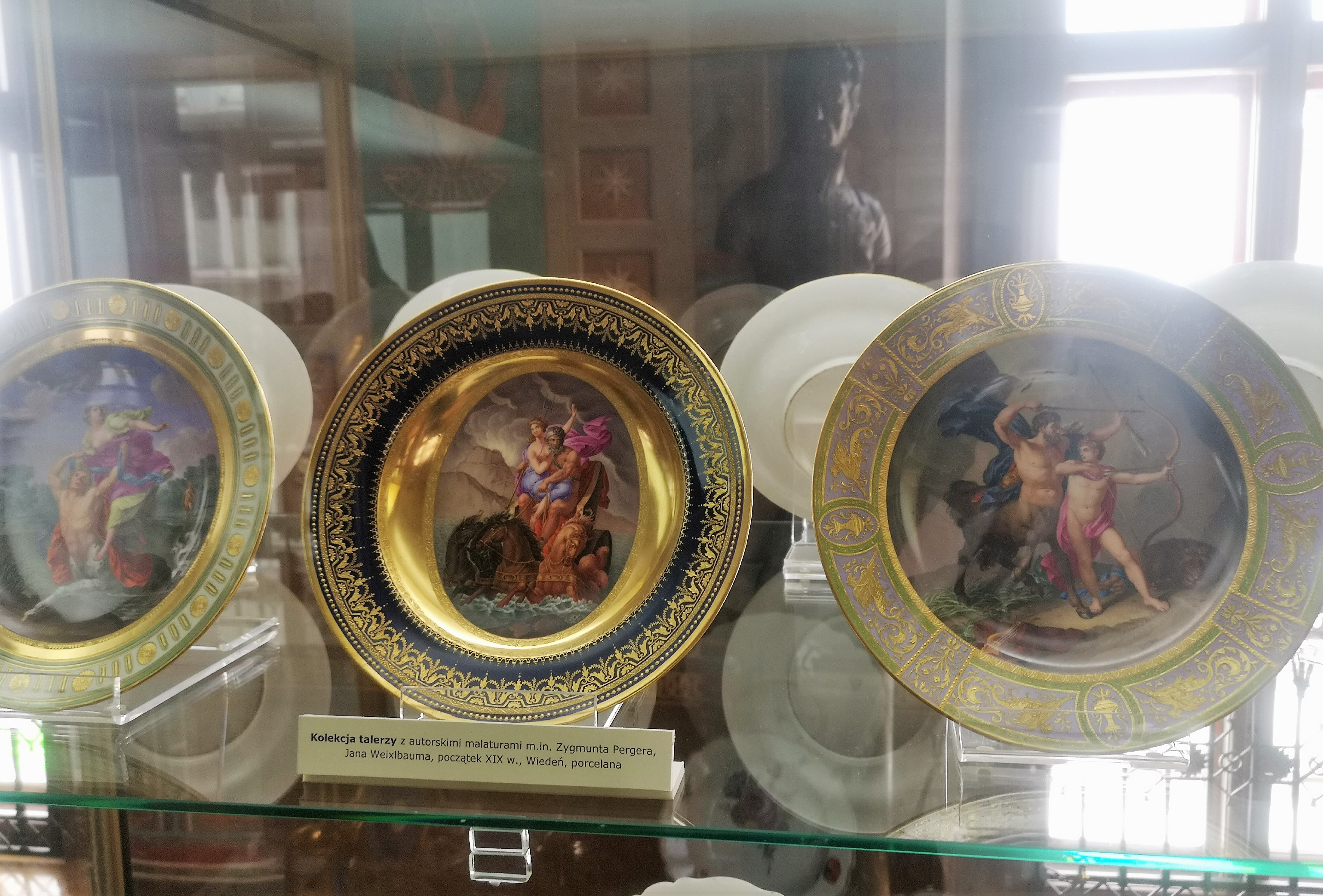
ظروف چینی وین قرن ۱۹

## شیشه ای شدن
کاشی‌های چینی را می‌توان برای کاهش تخلخل و افزایش استحکام شیشه ای کرد. کاشی‌های چینی شیشه ای با ترکیب خاک رس با عناصر دیگر مانند کوارتز، سیلیس یا فلدسپات در دمای فوق‌العاده بالا ایجاد می‌شوند. فرایند انجماد شیشه ای کاشی‌های چینی را ایجاد می‌کند که حاوی یک بستر شیشه ای است. زیرلایه شیشه ای ظاهری براق به کاشی‌ها می‌بخشد، استحکام بیشتری به کاشی‌ها می‌دهد و کاشی‌ها را در برابر آب و خش مقاوم می‌کند. کاشی‌های چینی شیشه ای نیازی به آب‌بندی مجدد یا لعاب کاری ندارند.
انواع کاشی‌های چینی
همه انواع کاشی‌های چینی ویژگی‌های یکسانی ندارند و کاشی چینی در چندین نوع مختلف موجود است که سه مورد از رایج‌ترین آنها شامل کاشی دیوار، کاشی کف و کاشی کف و کاشی دیواری موزاییکی است.
- کاشی دیوار
  - کاشی دیواری چینی برای دوش، دیوارهای حمام یا حتی برای یک دیوار جذاب در اتاق نشیمن عالی است. کاشی‌های دیواری دارای طرح‌های بسیار متنوعی هستند که امکانات طراحی بی پایان است. کاشی‌های چینی می‌توانند چوب یا سنگ را با تصاویر واقعی استثنایی تقلید کنند که برای نصب دیوار مناسب است.
- کاشی کف
  - کاشی کف چینی به دلیل قابلیت ضدآب و ضد حیوانات خانگی بسیار محبوب است. این یک نوع کفپوش بسیار بادوام است. جدا از دوام، کاشی کف چینی از نظر طراحی متنوع است و به شما کمک می‌کند به حمام یا آشپزخانه رویاهای خود برسید!
- کاشی‌های دیواری موزاییکی
  - موزاییک‌ها تکه‌های کوچک کاشی چینی هستند که به صورت الگویی روی پشتی مشبک قرار گرفته‌اند. پشتی مش طرح را برای نصب دست نخورده نگه می‌دارد. کاشی‌های موزاییک از نظر طراحی چشم‌نواز هستند و برای کاربردهایی مانند آب‌پاشی آشپزخانه یا نوارهای برجسته در دوش‌ها مناسب هستند.

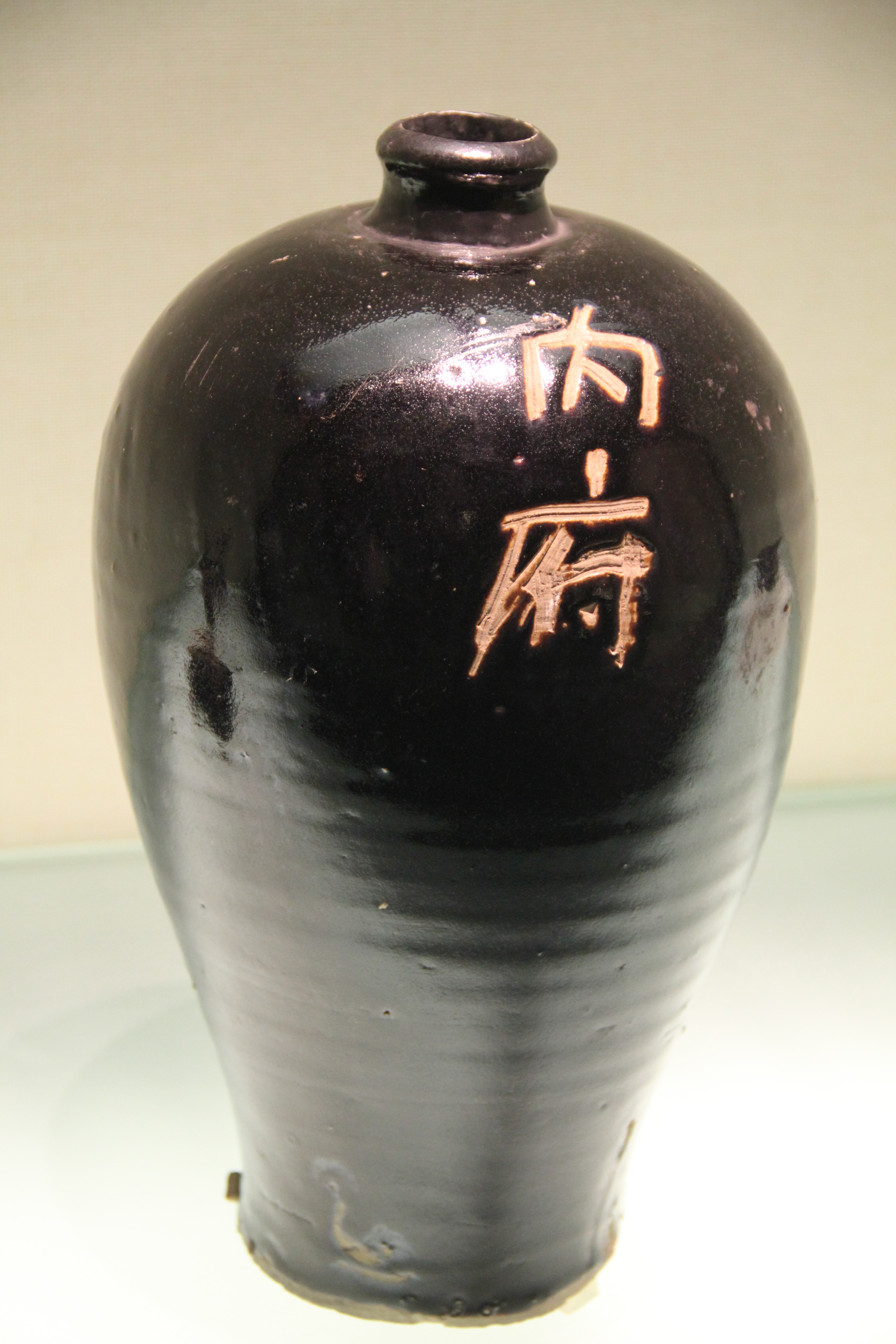
نمونه ای از ظروف چینی تاریخی ساخته شده از پرسلان

نگارخانه